# Alyx Vance
Alyx Vance – postać fikcyjna występująca w wydanych przez Valve grach Half-Life 2, Half-Life 2: Episode One, Half-Life 2: Episode Two oraz  Half-Life: Alyx. Alyx jest przedstawiona jako młoda kobieta w wieku 20-25 lat i jest ważną postacią w ruchu oporu ludzkości przeciwko obcej rasie zwanej Kombinatem i ich ludzkiemu reprezentantowi, Breenowi.

## Rodzina
Ojcem Alyx jest Eli Vance. Jej matka, Azian, pojawia się na rodzinnej fotografii w Black Mesa East z twarzą aktorki podkładającej głos Alyx, Merle Dandridge. Azian żyła w pomieszczeniach mieszkalnych Black Mesa (razem z Alyx). Zginęła w wyniku tragicznego eksperymentu w pierwszej części gry.

## Osobowość i umiejętności
Już od pierwszego spotkania pomiędzy Gordonem Freemanem a Alyx widać w tej drugiej sympatyczną i dającą się lubić osobę. Bez wątpienia jest bardzo inteligentna, współpracuje z czterema doktorami zajmującymi się zaawansowaną fizyką – jej ojcem, doktorem Eli Vance, doktor Judith Mossman, doktorem Isaakiem Kleinerem i Arnem Magnussonem. Wykazuje się też ostrym i nieugiętym charakterem – nie tylko decyduje się na stawienie oporu Kombinatowi, ale nie czuje się zastraszona przez doktor Mossman i jej sugestie, jakoby Alyx była odpowiedzialna za nieudany eksperyment. Alyx ma również młodzieńczy entuzjazm i poczucie humoru, wyśmiewając nazywanie działa grawitacyjnego „manipulatorem energii zeropunktowej”; broń wykorzystuje również do zabawy w chwytanie przedmiotów ze swoim ulubieńcem – robotem o imieniu „Dog”. Humor Alyx daje się również odczuć w dodatku Half-Life 2: Episode One, gdzie udaje odgłosy zombie, strasząc Gordona Freemana i nazywa żołnierzy Kombinatu poddanych modyfikacji przez głowokraby (ang. headcrab) „Zombinat” (ang. Zombine).
Alyx nosi ze sobą elektroniczne multinarzędzie, które emitując ładunki elektryczne pozwala na omijanie zabezpieczeń i otwieranie zamkniętych drzwi, a w dodatku Episode One na przeprogramowywanie min toczących, by atakowały jednostki Kombinatu. Radzi sobie również nieźle z pistoletem, potrafi nawet walczyć wręcz, walcząc wspólnie z Gordonem Freemanem w rozdziałach „Wiązania” (ang. Entanglement) i „Pierwszy Antyobywatel” (ang. Anticitizen One) gry Half-Life 2. W dodatku Half-Life 2: Episode One towarzyszy postaci gracza przez prawie cały czas i wykazuje się wcześniej niespotykanymi umiejętnościami bojowymi – na przykład potrafiąc kopnąć głowokraba.
Mimo ogólnie przyjaznej osobowości, Alyx wykazuje wrogość w stosunku do doktor Judith Mossman z powodu jej dość protekcjonalnego podejścia do młodszej koleżanki, jak też do wyraźnego zainteresowania wykazywanego przez doktor Mossman w stosunku do doktora Eli Vance'a. W końcowych momentach gry Half-Life 2 animozje praktycznie całkowicie zanikają, gdy doktor Mossman pomaga w uwolnieniu Alyx i jej ojca z niewoli doktora Wallace Breena.
W kilku momentach gry Half-Life 2 sugerowane jest, że między Gordonem Freemanem a Alyx rozwija się romans. Również Half-Life 2: Episode One zawiera szereg zdarzeń, kiedy to zażyłość ta jest rozwijana. Alyx przytula się do Gordona, kiedy jej robot – Dog – znajduje bohatera gry w rumowisku (i wydaje się tym faktem zażenowana). Na końcu dodatku Alyx mówi, że Gordon jest jej idolem. Podczas akcji pierwszego dodatku do gry pyta również Gordona, czy w jego kombinezonie HEV jest miejsce na dwie osoby. Barney Calhoun rzuca w grze stwierdzenie, że Gordon jest „szczęściarzem” mogąc podróżować wraz z Alyx. „Scena w windzie”, w której Gordon zjeżdża do rdzenia Cytadeli wskazuje na to, że ślady romansu między Gordonem a Alyx były przez twórców gry zamierzone.
Alyx wykazuje się współczuciem w stosunku do innych ludzi, w szczególności do ofiar Kombinatu. Płacze nad losem grupki Stalkerów, na którą natyka się wraz z bohaterem gry w dodatku Half-Life 2: Episode One, wyrażając nadzieję, ze te nieszczęsne stworzenia nie pamiętają o tym, kim były w trakcie swojej ludzkiej egzystencji. Chwilową słabość wykazuje, natykając się na pojedynczego Stalkera, co jest dla niej wyraźnie przeżyciem szokującym. W plikach gry istnieje niewykorzystany plik dźwiękowy, w którym Alyx mówi o tym, że nie jest w stanie „trzymać się w kupie” podczas konfrontacji ze Stalkerem. Plik dźwiękowy najprawdopodobniej nie jest użyty w grze, by nie spowalniać jej akcji.

## Występowanie w grze
Alyx wspomaga Gordona o wiele częściej i o wiele bardziej bezpośrednio niż dowolna z pozostałych postaci gry. W pierwszym rozdziale gry Half-Life 2 – Punkt Wejścia (ang. Point Insertion) – ratuje go przed funkcjonariuszami Obrony Cywilnej, podczas gdy bohater gry nie jest ani uzbrojony, ani nie wyposażony w kombinezon HEV. W rozdziale Black Mesa East przekazuje Gordonowi działo grawitacyjne i demonstruje jego użycie. W części „Wiązania” pomaga w poszukiwaniach swojego ojca w pomieszczeniach kompleksu Nova Prospekt. Walczy u boku Gordona na ulicach Miasta 17 (ang. City 17) podczas zbrojnego powstania wywołanego w rozdziale „Pierwszy Antyobywatel”, a pośrednio wspomaga bohatera gry w ostatecznej konfrontacji z doktorem Breenem podczas akcji rozdziału „Czarna Energia” (ang. Dark Energy).
W kompleksie Black Mesa East (w rozdziale gry opatrzonym tym samym tytułem) Alyx wdaje się w energiczną dyskusję z Judith Mossman. Jej wrogość do doktor Mossman wydaje się uzasadniona – w rozdziale „Wiązania” wraz z doktorem Freemanem odkryła, że doktor Mossman zdradziła ruch oporu i wydała lokalizację ukrytych instalacji doktora Vance'a. W ostatnim rozdziale gry doktor Mossman tłumaczy się jednak z podjętych decyzji i między nią a Alyx zawarty zostaje pokój.
W scenie kończącej grę Half-Life 2 Alyx stoi u boku Gordona Freemana w momencie wybuchu ciemnej energii w rdzeniu Cytadeli. Przed skutkami ogromnej eksplozji Gordon ratowany jest przez G-Mana, lecz Alyx najprawdopodobniej jest pozostawiona na miejscu wybuchu, zatrzymana w czasie, jedną ręką osłaniając oczy.
Alyx udaje się przeżyć dzięki ratunkowi ze strony Vortigauntów – uwalniających od wpływów G-Mana również Gordona Freemana. Wraz z Gordonem jest teleportowana poza Cytadelę, lecz obydwoje zmuszeni są wrócić do jej centrum. Alyx trzyma się blisko Gordona przez większą część akcji dodatku Half-Life 2: Episode One, docierając w końcu do wyjścia z Miasta 17 i uciekając ostatnim pociągiem ruchu oporu w momencie wybuchu Cytadeli.
Warto zauważyć, iż na samym początku gry Half-Life zdjęcie „młodej” Alyx można znaleźć w szafce Freemana. Dla porównania, w Half-Life 2, w rozdziale „Black Mesa East”, widzimy rodzinne zdjęcie na którym również występuje „małoletnia” Alyx.

## Uzbrojenie
W Half-Life 2 i większej części Episode One Alyx używa unikalnej broni, automatycznego pistoletu nazwanego po prostu „Alyx's Gun” (z ang. pistolet Alyx). Freeman nie może korzystać z tej broni, chociaż może go otrzymać za pomocą konsoli (broń jest również dostępna w japońskim modzie zwanym „Smod”. Jakkolwiek, w późniejszej części Episode One Alyx bierze strzelbę (identycznej jak ta dostępna dla gracza, która przypomina Franchi SPAS-12) i posługuje się nim w szpitalu w Rozdziale 4. W pewnym momencie używa również karabinu snajperskiego Overwatch, chociaż właściwie nie jest widziana przez gracza podczas strzelania z niego (tak samo niewidoczni są snajperzy Kombinatu) i dwa razy w grze używa stacjonarnych karabinów maszynowych Kombinatu.

## Los Alyx
W Episode 2 Alyx zostaje zraniona przez Huntera. Mimo to ratuje ją Vortigaunt, który wraz z Gordonem przenosi ją do kryjówki. Aby uleczyć Alyx, niezbędny jest Ekstrakt Larwalny. Gordon wraz z Vortigauntem, wyrusza na wyprawę by zdobyć remedium i z jego pomocą leczy Alyx.
W dalszej części gry Alyx wraz z Gordonem udaje się do White Forest a następnie obydwoje lecą na Borealis – lodołamacz o którym wspominał dr Eli Vance.
Zakończeniem Epizodu 2 jest śmierć ojca Alyx – Eli'ego Vance'a.